# Emma Curtis Hopkins
Pour les articles homonymes, voir Hopkins.
Emma Curtis Hopkins, née le 2 septembre 1849 à Killingly (Connecticut) où elle meurt le 8 avril 1925, est une écrivaine américaine, figure fondatrice de la Nouvelle Pensée en tant que mouvement religieux.
Théologienne, féministe et mystique, elle est considérée comme une prophétesse par ses disciples et ordonne plusieurs femmes comme pasteurs. Elle est surnommée « teacher of teachers » car nombre de ses étudiants créent par la suite leurs propres églises au sein de la Nouvelle Pensée ou deviennent des auteurs prééminents du mouvement.

## Biographie

### Jeunesse et formation
Emma Curtis Hopkins, née Josephine Emma Curtis, naît le 2 septembre 1849 à Killingly dans l'État du Connecticut. elle est l'aînée des neuf enfants de Rufus Curtis, un agent immobilier, et de Lydia Phillips Curtis,,.
Elle suit ses études secondaires à la Killingly High School puis à la Woodstock Academy (en),.

### Carrière

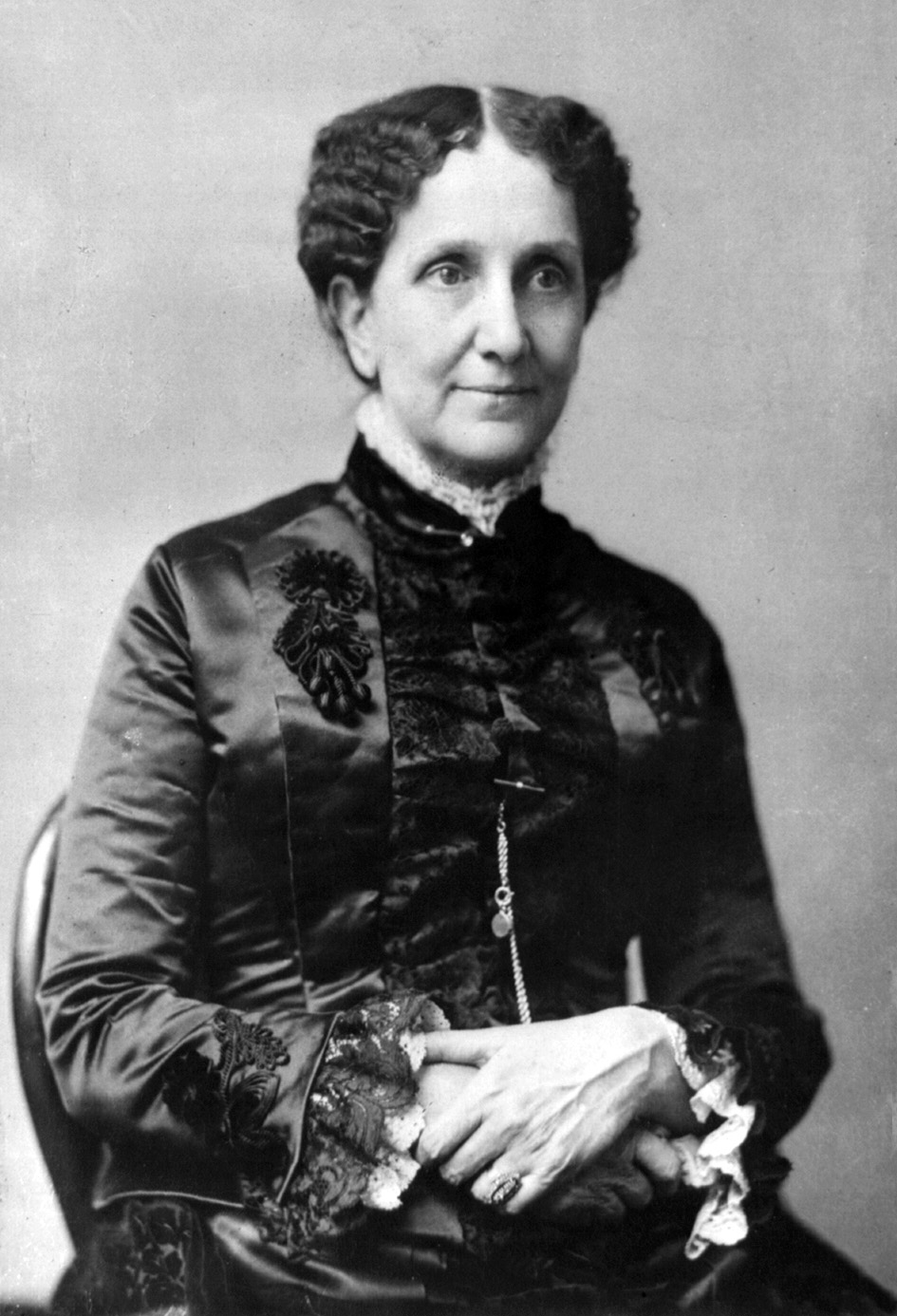
Photographie de Mary Baker Eddy.

#### Mary Baker Eddy
En 1883, Emma Hopkins et son époux  quittent Nantuket pour Manchester dans l'État du New Hampshire. Elle assiste à des conférences de Mary Baker Eddy, fondatrice de la Science chrétienne et s'y inscrit comme auditrice régulière en décembre 1883. En février 1884, elle figure dans liste des praticienne, puis en septembre 1884, elle devient assistante de rédaction du journal du mouvement : le The Christian Science Journal (en). Mais ses divergences d'opinions, notamment sa liberté de pensée contraire au dogmatisme de la Science chrétienne fait qu'elle est licenciée en octobre 1885 ,,.

#### Chicago
En 1886, Emma Hopkins et une autre dissidente de la Science chrétienne, Mary Plunkett, partent pour Chicago où elles fondent un ministère indépendant de la Science chrétienne ainsi qu'une école le Spiritual Science Theological Seminary. Les cours dispensés se référent à la Nouvelle Pensée alliée à des divers courants théologiques, éclectisme permettant une grande liberté de pensée et de pratique,.
Emma Hopkins fonde son magazine The Christian Metaphysician qui parait de 1887 à 1897 et parallèlement écrit des articles dans les colonnes du Chicago Inter Ocean.
Emma Hopkins considérait la Trinité comme trois aspects de la divinité, chacun jouant un rôle à une époque différente : Dieu le Père, Dieu le Fils, et Dieu la Mère/l'Esprit Saint. Elle croyait que la guérison spirituelle était la seconde venue du Christ. Elle considérait que le rôle grandissant de la femme dans la société était un signe que l'humanité entrait dans une nouvelle époque marquée par le rôle prévalant de l'aspect maternel de la divinité.
Nombre de ses étudiants créèrent des églises au sein de la Nouvelle Pensée :
- Charles Fillmore (Unity Church) (en) et Myrtle Fillmore fondateurs de l'Église d'unité,
- Malinda Cramer (en), fondatrice de l'Église de la science divine avec Nona L. Brooks (en),
- Annie Rix Militz (en) fondatrice de la Home of Truth (en)
- Ernest Holmes, fondateur du mouvement Religious Science (en).

## Vie privée
Le 19 juillet 1874 Emma Curtis épouse George Irving Hopkins, un professeur d'enseignement secondaire, le couple donne naissance à un fils : John qui meurt en 1905, la tragédie est à l'origine de leur divorce,.

## Pour approfondir
- (en-US) Beryl Satter, Each Mind a Kingdom : American Women, Sexual Purity, and the New Thought Movement, 1875-1920, Berkeley, Californie, University of California Press (réimpr. 2001) (1re éd. 1999), 408 p. (ISBN 9780520217652, lire en ligne)
- (en-US) Gail M. Harley, Emma Curtis Hopkins : Forgotten Founder of New Thought, Syracuse, dans l'État de New York., Syracuse University Press, 2002, 216 p. (ISBN 9780815629337),